# Schloss Haunzenbergersöll

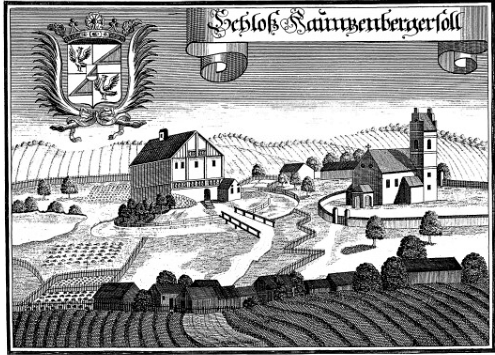
Schloss Haunzenbergersöll nach einem Stich von Michael Wening (1726)

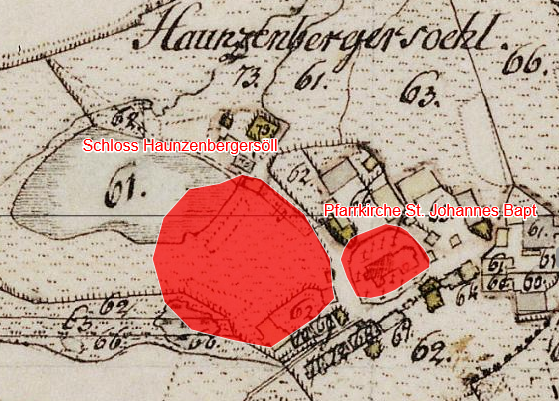
Lageplan von Schloss Haunzenbergersöll auf dem Urkataster von Bayern

Das Schloss Haunzenbergersöll ist ein abgegangenes Schloss in Haunzenbergersöll, einem Gemeindeteil der niederbayerischen Gemeinde Bodenkirchen im Landkreis Landshut. Die Anlage wird als Bodendenkmal unter der Aktennummer D-2-7640-0009 als „verebneter mittelalterlicher Burgstall und untertägige mittelalterliche und frühneuzeitliche Befunde im Bereich des abgegangenen Hofmarksschlosses in Haunzenbergersöll, darunter Spuren von Nebengebäuden, Vorgängerbauten bzw. älterer Bauphasen“ geführt.

## Geschichte
Bereits 1130 werden „Wernhardus et Rupertus de Huzenberge“ in den Traditionen des Bistums Passau als Dienstmänner des Bischofs Otto von Lonsdorf genannt. 1282 tritt erstmals ein Ulricus de Hauzenperge auf. Er dürfte ein Ministeriale des Klosters St. Veit gewesen sein, auf dessen Diensthof im 14. Jahrhundert die Hofmark entstanden ist. Vom 20. Oktober 1372 datiert eine Klosterurkunde, in der „Her Thomas der Hautzenperger und Hans der Ekker“ als herzogliche Pfleger zu Neumarkt aufscheinen; dabei gibt Andreas der Weitas die Klostervogtei über Dirnaich den Ahamern zurück. Ein „Niklas der Hauzenperger“, ein Bruder des Thomas, sitzt 1374 zu Velben (heute Herrnfelden, einem Ortsteil von Vilsbiburg). „Hanns Hautzenperger“ tritt 1376 und 1386 in zwei Klosterurkunden auf. Am 7. Juli 1409 verkauft Ulrich der Hautzenperger als Vormund der Kinder Martin und Elisabeth des verstorbenen Thomas Hautzenperger dem Kloster St. Veit den Hof zu Thal, der dem Kloster zinspflichtig ist.

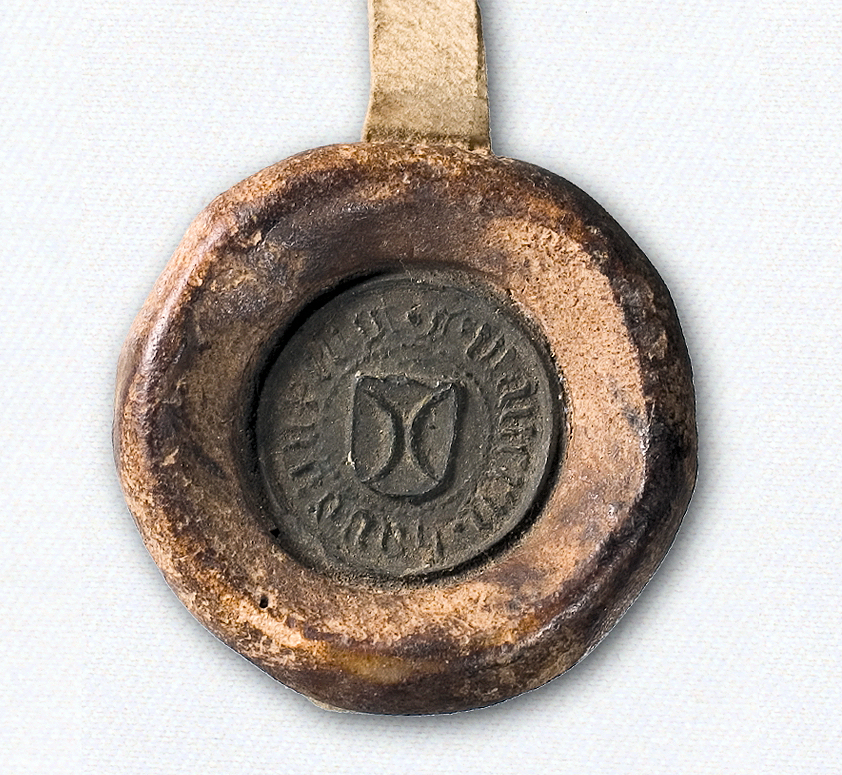
Siegel des Martin Hautzenberger von 1463

Vor 1425 muss der Besitz an den bayerischen Herzog gekommen sein, denn am 28. Mai 1425 versichert sich Thomas Giebinger der herzoglichen Lehensgüter „zum Hautzenberg und Gortzen in der Ellmau“. 1475 nennt sich „Augustin Reigker zu Söll“ nach seinem Gut Söll, dessen Name offenbar die alte Bezeichnung „zum Hauzenperg“ verdrängt hat. Diese Ortsumbenennung zeigt sich, als „Pangratz Hautzenperger zu Sell“ sich nach diesem Ort nennt. 1506 ist mit der Bestätigung des Sitzes „Hautzenpergersöl“ die Verbindung zwischen den beiden Ortsteilen amtlich. 1588 ist der Sitz in zwei Hofmarken zu Haunzenbergersöll gespalten, die untere gehört dem Friedrich Hautzenperger und die obere Veit und Christoph Hautzenperger gemeinsam. 1564 lebt Friedrich Hautzenperger offensichtlich nicht mehr, denn in einer Verkaufsurkunde scheinen Christoph Hautzenperger zu Söll und sein Bruder Veit in der Hofmark Geratspoint auf.  Der Christoph Hautzenperger zu Söll und Geratspoint tritt 1585 als Kastner von Neumarkt zu  auf. Die Hofmark Psallersöd und der Sitz „Pschächlingsöd“ gehen 1587 nach dem Aussterben des Ortsadelsgeschlechts der Bschachl an die Hautzenberger über.
Die Hofmarksherrschaft kam 1609 zu gleichen Teilen an die adeligen Familien der Tabertshofer und der Neuhaus. Seit 1628 gehört Haunzenbergersöll den Freiherrn von Neuhaus allein; 1807 wird Johann Franz Maria Reichsfreiherr von Neuhaus auf Zangberg als Hofmarksherr genannt. Aber bereits 1780 erbt Maria Gräfin von Wahl, eine geborene Gräfin von Neuhaus, den Besitz. Mit dem Aussterben dieses Geschlechts endete hier die adelige Gerichtsbarkeit. 1820 wurde die politische Gemeinde Haunzenbergersöll gebildet und sollte 1828 an die Gemeinde Bodenkirchen kommen; der Antrag von Haunzenbergersöll wurde jedoch durch den Vilsbiburger Landrichter Bram und die Gemeinde Bodenkirchen abgelehnt, da Haunzenbergersöll kein Gemeindevermögen hatte. Erst 1849 wurde die Umgemeindung vollzogen.

## Beschreibung
Das Schloss Haunzenbergersöll lag unmittelbar westlich der Pfarrkirche St. Johannes Baptist und keine 100 m südöstlich des Eschlbachs. 1597 wird in Haunzenbergersöll ein „kleines Burgställerl mit Weiher“ genannt; zugehörig sind ein Hofbauer, eine Tafern, der Christlbauer, die Schmiede, das Bad und die Mesnersölde. Der Weiher hat sich heute noch erhalten. Nach dem Stich von Michael Wening von 1726 war das Schloss ein einfaches, wohl  hölzernes zweigeschossiges Gebäude mit einem Satteldach. Auf der Schauseite sind zwei hölzerne Balkone erkennbar. Vor dem Schloss befindet sich ein ringförmiger Weiher, über den eine Holzbrücke führt. Ein einfacher Palisadenzaun trennt das Anwesen von der daneben liegenden Kirche ab. Die Freiherrn von Neuhaus bewohnten das Schloss nicht mehr selbst, sodass es in Verfall geriet. Das Hofmarkschloss Haunzenbergersöll wurde 1810 abgebrochen.